# Circuit integrat analogic

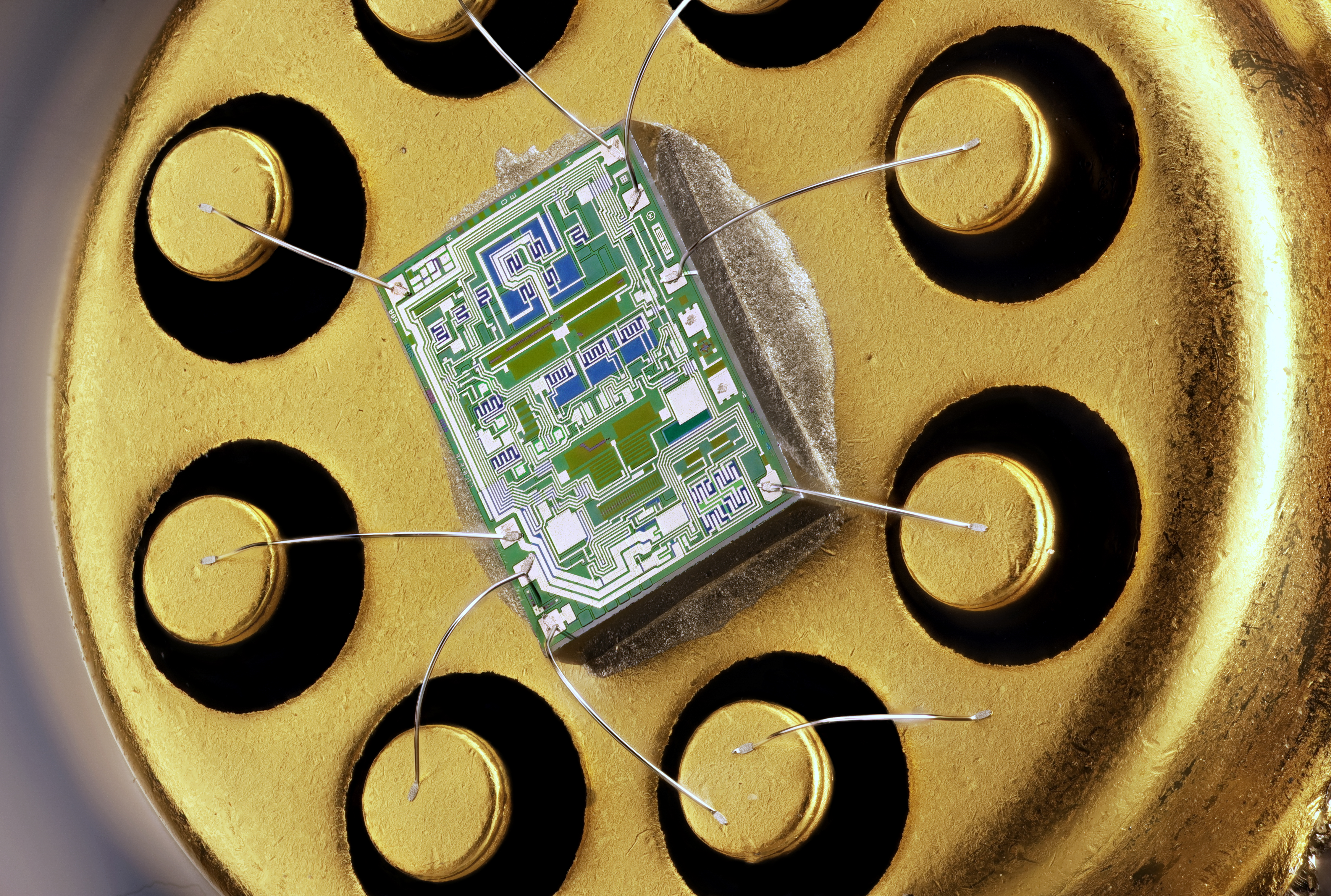
Burr-Brown OPA103 -cristalul de siliciu și conexiunile la pini pentru un circuit integrat analogic, cu funcția de Amplificator Operational

Marea majoritate a circuitelor electronice produse se pot împărți în trei categorii:
- 1. Circuite analogice (liniare)
- 2. Circuite digitale (numerice)
- 3. Circuite hibride (care combină circuite analogice și circuite digitale)

Circuitele numerice, digitale sau logice sunt acele circuite care prelucrează semnale binare, adică semnale care pot avea numai două valori; fiecare valoare corespunzând unui număr binar, fie acesta 0 sau fie acesta 1. 
Circuitele digitale realizează funcții logice sau de memorare și utilizează dispozitive electronice care lucrează numai în două stări, obișnuit în blocare sau în conducție. 
Circuitele analogice sunt în general circuite la care semnalul de ieșire variază continuu în timp, urmărind după o anumită lege variația semnalului de la intrare.
Aceste circuite prelucrează sau generează semnale continue în amplitudine, polaritate sau frecvență, pentru realizarea unor funcții analogice ca: generare, amplificare, modulare, demodulare, redresare, translatare de frecvență, multiplicare,  și demultiplicare, etc.

## Clasificare circuitele analogice
După natura funcției de transfer, adică a relației matematice dintre mărimea de intrare și cea de ieșire, circuitele analogice se împart la rândul lor în:
- circuite liniare

și 
- circuite neliniare.

Conform  standardului IEEE, liniaritatea este o proprietate care corespunde unui raport constant între variația incrementală a cauzei și variația incrementală a efectului, deci un sistem liniar  este un sistem la care dacă: 
```
 

  

    

      

        

          
y

          

            
1

          

        

      

    

    
{\displaystyle y_{\text{1}}}

  

 este răspunsul la o excitație 

  

    

      

        

          
x

          

            
1

          

        

      

    

    
{\displaystyle x_{\text{1}}}

  

 și 

  

    

      

        

          
y

          

            
2

          

        

      

    

    
{\displaystyle y_{\text{2}}}

  

 este răspunsul la o excitație 

  

    

      

        

          
x

          

            
2

          

        

      

    

    
{\displaystyle x_{\text{2}}}

  

,
atunci 
 

  

    

      

        

          
y

          

            
1

          

        

        
+

        

          
y

          

            
2

          

        

      

    

    
{\displaystyle y_{\text{1}}+y_{\text{2}}}

  

  este răspunsul la o excitație  

  

    

      

        

          
x

          

            
1

          

        

        
+

        

          
x

          

            
2

          

        

      

    

    
{\displaystyle x_{\text{1}}+x_{\text{2}}}

  

 
 și  

  

    

      

        
k

        

          
y

          

            
1

          

        

      

    

    
{\displaystyle ky_{\text{1}}}

  

 este răspunsul la o excitație  

  

    

      

        
k

        

          
x

          

            
1

          

        

      

    

    
{\displaystyle kx_{\text{1}}}

  

.
```

Circuitele liniare se bazează deci pe existența unor relații liniare între mărimile de intrare și cele de ieșire. Se știe însă ca dispozitivele electronice sunt în general neliniare. Ele sunt însă suficient de liniare în domenii de funcționare limitate.
Deci, pentru a asigura funcționarea liniară a unor asemenea dispozitive trebuie asigurată o compatibilitate între domeniul corespunzător funcționării liniare a dispozitivului și nivelul de semnal de comandă. A existat o perioadă de început cînd au fost întâmpinate dificultăți legate de găsirea sau proiectarea unor dispozitive suficient de liniare pentru a îndeplini anumite funcții. La acest moment, dispozitivele și circuitele pot fi astfel proiectate încât să fie caracterizate prin relații neliniare bine definite, controlabile, stabile și mai mult, să fie utilizabile în practică.
Ca exemple de asemenea relații se pot include: multiplicare, ridicarea la pătrat, logaritmarea și antilogaritmarea. Dispozitive neliniare, cu caracteristici îmbunătațite, stabile, respectând fidel și repetabil relația neliniară ideală, se produc pe scară largă, simultan cu reducerea prețului lor de cost, în special sub formă integrată, ceea ce face ca circuitele analogice integrate neliniare să cunoască o răspândire din ce în ce mai mare în electronica modernă.

## Exemple de circuite analogice integrate
Există o mare varietate de circuite integrate analogice, de complexitate mai mare sau mai mică, în permanentă evoluție. Principalele tipuri de circuite integrate analogice sunt:

### Amplificatoarele electronice
Acestea reprezintă cel mai uzual și versatil circuit integrat analogic, realizându-se într-o mare diversitate de tipuri. Specific tuturor acestor amplificatoare este proporționalitatea între mărimea de ieșire (fie că discutăm despre o tensiune, fie un curent), și mărimea aplicată la intrare (de asemenea, o tensiune sau un curent).
|  |
|  |

|  |
|  |

|  |
|  |

|  |
|  |

|  |
|  |

### Stabilizatoarele de tensiune continuă
Datorită utilizării pe scară largă la majoritatea echipamentelor care se alimentează de la surse de tensiune, și acestea sunt printre cele mai răspândite tipuri de circuite integrate liniare. Aceste circuite se caracterizează prin aceea că mențin constantă tensiunea aplicată unui consumator de energie în raport cu variațiile sursei de alimentare, rezistenței de sarcină sau a temperaturii. Ele se intercalează între sursa de alimentare și consumator, asigurând un nivel de tensiune constant la bornele sarcinii. Există și în acest caz o mare diversitate de circuite. Cele mai obișnuite conțin în principiu o referință de tensiune {\displaystyle U_{\text{ref}}}, un amplificator de eroare și un etaj de ieșire, furnizând la ieșire o tensiune {\displaystyle U_{\text{o}}} proporțională cu tensiunea de referință, deci {\displaystyle U_{\text{o}}=KU_{\text{ref}}}.
|                                                         |
| Circuit integrat cu funcţia de stabilizator de tensiune |

|                                      |
| Circuit stabilizator de tensiune 12V |

|                                      |
| Circuit stabilizator de tensiune 12V |

|                                                               |
| Pastila de siliciu la un circuit stabilizator de tensiune 12V |

|  |
|  |

### Circuite integrate amplificatoare specializate
Acestă categorie prezintă o mare diversitate, cu parametri și tipuri de încapsulare care diferă de un producător la altul, fiind foarte utilizate în aplicații de larg consum.

#### Circuite integrate amplificatoare audio
Necesitatea amplificării semnalelor de mică valoare, obținute de la diverse tipuri de traductoare sau detectoare, pentru a produce un semnal audio de putere suficient de mare pentru a fi utilizat în practică, reprezintă o preocupare care a apărut încă de la inventarea primelor circuite electrice.
Astfel, amplificatoarele audio de semnal mic și cele de putere sînt frecvent utilizate în aparatura  audio-video. 
|                                                             |
| Amplificator audio 2.5 W, fabricat la IPRS Băneasa, România |

|                                                           |
| Amplificator audio 5 W, fabricat la IPRS Băneasa, România |

#### Circuite integrate amplificatoare-demodulare semnale de radiofrecvență
|                                                                |
| Amplificator/demodulator MF, fabricat la IPRS Băneasa, România |

|                                                        |
| Circuit radio MA/MF, fabricat la IPRS Băneasa, România |

|                                            |
| Motorola 07R01 Demodulator.Amplificator FI |

#### Circuite integrate pentru aplicații dedicate audio-video
|                          |
| Video head pre-amplifier |

|                                    |
| Procesor crominanţă PAL/NTSC/SECAM |

|                                                  |
| Sincroprocesor fabricat la IPRS Băneasa, România |

|                                                  |
| Sincroprocesor fabricat la IPRS Băneasa, România |

|                                                     |
| Circuit baleaj vertical televizoare cu tub cinescop |

#### Circuite integrate PLL
Circuitele de tip PLL (din engleză Phase Locked Loop – Buclă cu calare de fază sau reacție negativă de fază) lucrează ca un sistem automat de control al fazei unui oscilator. Aceste circuite se utilizează de obicei în aplicții legate de sistemele de comunicații și le putem împărți în două clase: 
- Circuite PLL care funcționează ca demodulator, utilizate pentru a urmări faza sau frecvența semnalului modulat aplicat la intrare.
- Circuite PLL ca filtru urmăritor de bandă îngustă.

### Circuite analogice neliniare[1]
Aici sunt incluse circuitele de tip multiplicator electronic, divizor, ridicare la pătrat, logaritmare, antilogaritmare, calculul valorii medii pătratice, calcul valorii absolute, funcții trigonometrice, hiperbolice, a inverselor lor, etc.

#### Circuitele de tip multiplicator electronic
Prin aplicarea a două tensiuni {\displaystyle U_{\text{1}}}  și {\displaystyle U_{\text{2}}}  pe cele două intrări ale unui multiplicator electronic, la ieșire rezultă produsul lor, multiplicat printr-o constantă dimensională {\displaystyle U_{\text{r}}}  conform relației:
{\displaystyle U_{\text{o}}={\frac {U_{\text{1}}U_{\text{2}}}{U_{\text{r}}}},}
Circuitele integrate multiplicatoare pot sa fie clasificate în funcție de polaritatea admisă pentru tensiunile aplicate pe cele două intrări în:
- Multiplicatoare care lucrează în patru cadrane
- Multiplicatoare care lucrează în două cadrane
- Multiplicatoare care lucrează într-un singur cadran

#### Circuitele de tip divizor electronic
Răspunsul circuitului la aplicarea a două semnale {\displaystyle U_{\text{1}}}  și {\displaystyle U_{\text{2}}}  pe cele două intrări, multiplicat printr-o constantă dimensională {\displaystyle U_{\text{r}}}  conform relației:
{\displaystyle U_{\text{o}}={\frac {U_{\text{2}}}{U_{\text{1}}}}U_{\text{r}},}
Uzual divizoarele electronice sunt în două caqtegorii:
- Divizoare care lucrează în două cadrane
- Divizoare care lucrează într-un singur cadran

#### Circuitele de tip ridicare la pătrat
Răspunsul circuitului de ridicare la pătrat, la aplicarea unui semnal {\displaystyle U_{\text{1}}}  la intrare, este:
{\displaystyle U_{\text{o}}={\frac {U_{\text{1}}^{2}}{U_{\text{r}}}}}
Unde  {\displaystyle U_{\text{r}}}  este o constantă dimensională.

#### Circuitele de tip extragere a rădăcinii pătrate
Circuitele de acest tip calculează fie valoarea pozitivă, fie valoarea negativă a rădacinii pătrate din tensiunea de intrare {\displaystyle U_{\text{1}}}   multiplicată printr-o constantă dimensională {\displaystyle U_{\text{r}}} .
Răspunsul circuitului de extragere a rădăcinii pătrate este:
{\displaystyle {\text{-}}^{+}U_{\text{o}}={\sqrt {U_{\text{r}}U_{\text{1}}}}}
{\displaystyle {\text{-}}^{+}U_{\text{o}}={\sqrt {{\text{-}}U_{\text{r}}U_{\text{1}}}}}

#### Circuitele de tip logaritmare
Tensiunea de ieșire este dată de relația:
{\displaystyle U_{\text{o}}=-K\log _{b}{\frac {U_{\text{1}}}{U_{\text{r}}}}}
Unde {\displaystyle U_{\text{1}}}  este tensiunea de intrare iar {\displaystyle U_{\text{r}}} , {\displaystyle K} sunt constante dimensionale.

#### Circuitele de tip antilogaritmare
Tensiunea de ieșire este dată de relația:
{\displaystyle U_{\text{o}}=U_{\text{r}}B^{\frac {-U_{\text{1}}}{K}}}
Unde {\displaystyle U_{\text{1}}}  este tensiunea de intrare iar {\displaystyle U_{\text{r}}} , {\displaystyle K} sunt constante dimensionale.

#### Circuitele de tip calculul valorii medii pătratice
Aceste circuite se caracterizează printr-o dependență între mărimea de intrare și mărimea de ieșire printr-o relație de forma:
{\displaystyle U_{\text{rms}}={\sqrt {{1 \over {T}}{\int _{0}^{T}{[U_{\text{1}}]}^{2}\,{\rm {d}}t}}}}

### Circuite de temporizare
Acestea sunt destinate comenzii și controlului proceselor în care intervin constante de timp variind de la câteva microsecunde la câteva ore. Un exemplu clasic este circuitul de temporizare universal NE555.

### Circuite de interfață
Aceste circuite, prin funcțiile lor, realizează legătura între domeniul digital și cel analogic. Categoria cea mai utilizată este cea a comparatoarelor electronice.
Comparatoarele electronice sunt circuite care au două stări de ieșire stabile. Ele pot semnaliza dacă curentul sau tensiunea de intrare depășește un prag impus de unul sau mai mulți curenți sau tensiuni, variabile sau fixe.
|                                                            |
| CLB2711 Două comparatoare pe o singură plachetă de siliciu |

|                                           |
| CLB2711 fabricat la IPRS Băneasa, România |